# 121 Kozacki Batalion Schutzmannschaft
121 Kozacki Batalion Schutzmannschaft (ros. 121-й казачий полицейский батальон, niem. Kosaken-Schutzmannschafts-Bataillon 121) – oddział wojskowy Wehrmachtu złożony z Kozaków podczas II wojny światowej.
Batalion został sformowany latem 1942 w obozie szkoleniowym w Łubniach na okupowanej Ukrainie. W jego skład weszli kozaccy uchodźcy znad Donu i Kubania. Oddział liczył ok. 300 żołnierzy. P.P. Leontiew i M. F. Rastorgujew utworzyli wśród Kozaków dwie konspiracyjne grupy antyniemieckie. W miasteczku Janów konspiratorzy podnieśli bunt, zabili swoich niemieckich dowódców, po czym z bronią w ręku większość żołnierzy batalionu zbiegła do lasu, przyłączając się do zgrupowania partyzanckiego im. Szczorsa pod dowództwem Grigorija O. Zbanackiego. Kozacy stali się oddziałem im. Budionnego.